# Centrolepis
Centrolepis es un género de pequeñas herbáceas de la familia botánica de las Centrolepidaceae, con cerca de  25 especies nativas de Australia, Nueva Zelanda, y sudeste de Asia hasta Hainan Dao.

## Descripción
Las spp. de Centrolepis son todas plantas matosas con hojas angostas desde la base.  Las flores son pequeñas y polinizadas por el viento, en grandemente  y condensadas inflorescencias encerradas entre un par de brácteas.  Comprende 48 especies descritas y de estas, solo 26 aceptadas.

## Taxonomía
El género fue descrito por  Jacques-Julien Houtou de Labillardière y publicado en Novae Hollandiae Plantarum Specimen 1: 7. 1804. La especie tipo es: Centrolepis fascicularis

## Especies
Centrolepis alepyroides

Centrolepis aristata

Centrolepis asiatica

Centrolepis banksii

Centrolepis caespitosa

Centrolepis cambodiana

Centrolepis cephaloformis

Centrolepis ciliata

Centrolepis curta

Centrolepis drummondiana

Centrolepis eremica

Centrolepis exserta

Centrolepis fascicularis

Centrolepis glabra

Centrolepis hainanensis

Centrolepis humillima

Centrolepis inconspicua

Centrolepis miboroides

Centrolepis minima

Centrolepis monogyna

Centrolepis muscoides

Centrolepis mutica

Centrolepis pallida

Centrolepis pedderensis

Centrolepis phillippinensis

Centrolepis pilosa

Centrolepis polygyna

Centrolepis strigosa